# De-Bosset-Brücke

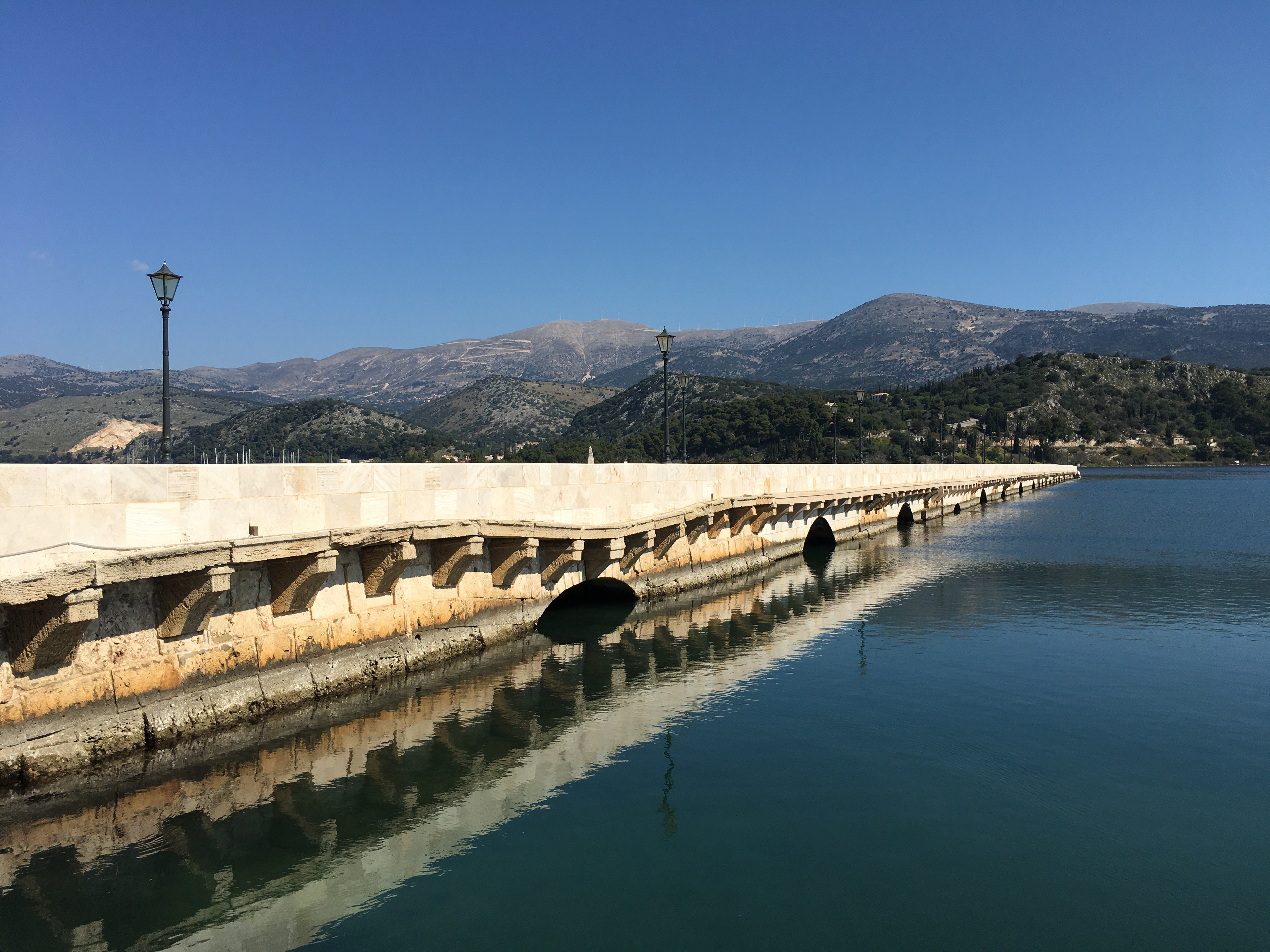
Die De-Bosset-Brücke steht unter Denkmalschutz

Die De-Bosset-Brücke (früher Drapano-Brücke) ist eine 1813 errichtete Steinbrücke über die Bucht von Argostoli auf der griechischen Insel Kefalonia. Sie ist mit 689,9 Meter die längste Meeresbrücke aus Stein und wurde als solche 2018 in das Guinness-Buch der Rekorde eingetragen. Von den 16 Brückenbögen ist einer verschlossen, sie ragen nur wenige Meter über der Wasseroberfläche.

## Hintergrund
Die Republik der Ionischen Inseln stand unter britischer Schutzherrschaft, ein Teil der Besatzungskosten wurde in Form von Infrastrukturprojekten erstattet. Mit dem Schweizer Charles de Bosset wurde 1810 ein Ingenieur Inselgouverneur, er legte den Schwerpunkt seiner Tätigkeit auf den Straßen- und Brückenbau. Zahlreiche Verbindungen wurden mit Brücken über Schluchten verkürzt. Das größte Projekt war jedoch die Brücke über die Bucht von Argostoli nach Drapano, welche den Weg nach Lixouri und den Norden der Insel verkürzte. In etwa trennt sie die Koutavos-Lagune von der Bucht.
Der Brücke ist nie ein Name zugewiesen worden, erst wurde sie nach dem nördlichen Endpunkt in Drapano benannt, im Dialekt hieß sie  Pontes (Πόντες) und seit einigen Jahrzehnten findet die Bezeichnung De-Bosset Verwendung, nach dem Erbauer. Von Amts wegen betrachtete man erst die Straße nur als Straßenabschnitt, dann versuchte man den verwendeten Namen in Desvosetos zu gräzisieren. Mittlerweile ist De-Bosset auch die amtliche Bezeichnung.

## Geschichte

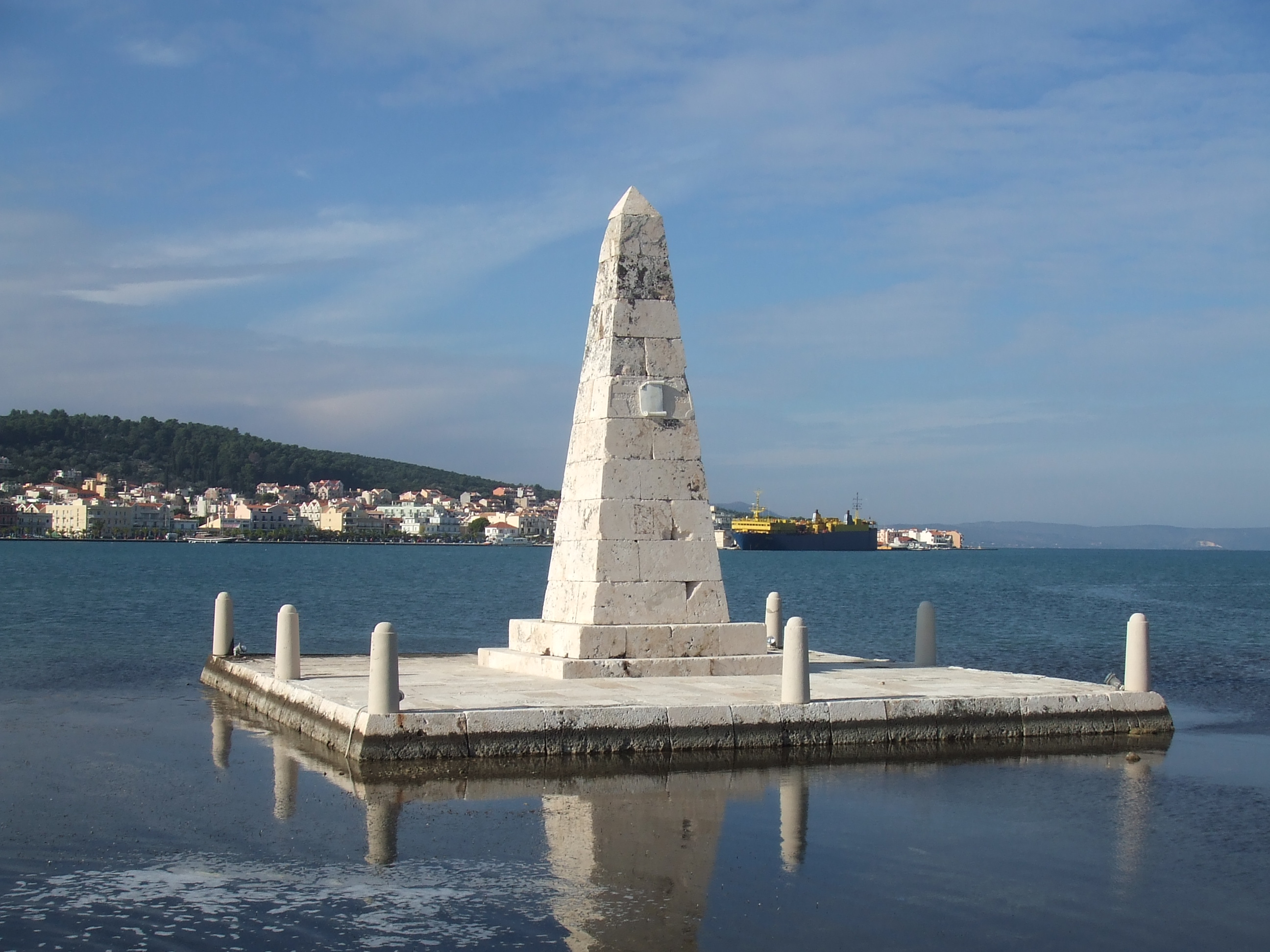
Der Obelisk, sichtbar ist eine kleine Marmortafel in Form einer Schriftrolle

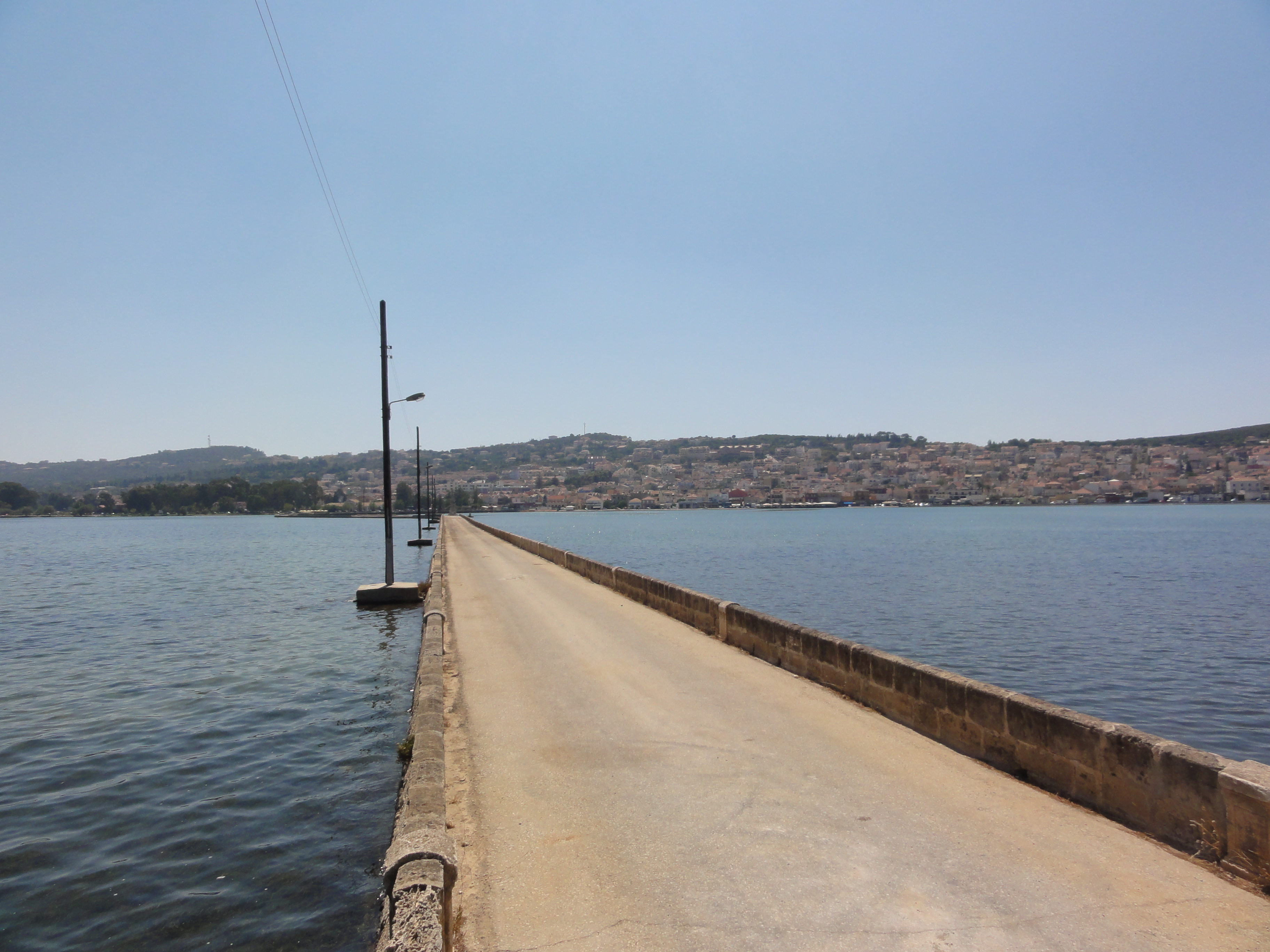
Die gesperrte Brücke unmittelbar vor der Restaurierung

De Bosset legte 1812 seine Idee einer Brücke dem Inselrat vor, welcher den Bau bestätigen musste. Gegenargument war, dass die Brücke Räubern eine leichte Fluchtmöglichkeit geben könnte, da deren nördliches Ende damals wie heute kaum besiedelt ist. In einer Besprechung mit Abgeordneten schlug De Bosset einen Degen auf den Tisch und verkündete notfalls „mit einem Schwert auch Bedenken durchschneiden zu können.“ Zunächst aus Holz errichtet wurde diese Konstruktion unmittelbar nach dem Bau Stück für Stück durch eine Brücke aus Sandstein ersetzt. Auf einer kleinen künstlichen Insel bei der Brücke befindet sich ein Obelisk, der an die britische Schutzherrschaft erinnert. Bei dem Erdbeben 1953 senkten sich Teile der Brücke, nach Verfüllung und Begradigung des Belags bleiben diese Schäden bis heute von der Seite sichtbar. 1970 wurde die Brücke unter Denkmalschutz gestellt.
Da die Brücke relativ zentral in Argostoli endet, erwies sich deren Nutzen in jüngerer Zeit als kontraproduktiv, um den Durchgangsverkehr aus der Stadt zu halten, nacheinander wurde die Brücke 2009 erst für den Schwerlastverkehr und dann für PKW gesperrt. 2005 wurde die Erdbebensicherheit der Brücke untersucht, und ein Austausch der Betonverfüllungen durch Sandstein empfohlen. Von 2011 bis 2013 wurde die Brücke saniert und als reine Fußgängerbrücke neu eingeweiht. Im Zuge der Restaurierung wurden die Betonverfüllungen von 1953 durch Sandstein ersetzt, der Asphalt durch Pflaster ersetzt, die im Meer verankerten Lichtmasten entfernt und durch Laternen nach historischem Vorbild ersetzt.